# 안소니 크리벨로
안소니 크리벨로(Anthony Crivello, 1955년 8월 2일 ~ )는 미국의 배우이다.
밀워키에서 태어났다.

## 영화
- 트레이드 (2007년) - 헨더슨 형사 역
- 머터리얼 걸스 (2006년)
- 스페니쉬 플라이 (2003년) - 토니 역
- 에이리언 헌터 (2003년)
- 파이어 (2002년)
- 제페토 (2000년)
- 더 글래스 자 (1999년)
- 마피아 (1998년)
- 글래스 케이지 (1996년)
- 인디펜던스 데이 (1996년)
- 딜린저 앤 카포네 (1995년)
- 로스트 카포네 (1990년)
- 악령의 꽃 (1988년) - 엘디스 역
- 크로커다일 던디 2 (1988년)
- 원 라이프 투 리브 (1968년)